# Social Science Research Council
 
Le Social Science Research Council ou SSRC est une organisation dont le siège est aux États-Unis consacrée à l'avancée des sciences sociales.

## Histoire
En janvier 2021, la présidente du SSRC Alondra Nelson rejoint l'administration de Joseph Biden comme directrice adjointe de l'Office of Science and Technology Policy chargée des questions de science et société.